# Avélumab
L'avélumab, commercialisé sous le nom de Bavencio, est un anticorps monoclonal humain de type immunoglobuline G1 (IgG1) dirigé contre le ligand de la protéine programmée de mort cellulaire 1 (PD-L1).

## Mode d'action
L'avélumab se lie au ligand de la protéine 1 de la mort cellulaire programmée et bloque l'interaction entre celle-ci et ses récepteurs. Cela conduit à la suppression des effets inhibiteurs du PD-L1 sur les lymphocytes T CD8+ cytotoxiques, rétablissant ainsi les réponses anti-tumorales des lymphocytes T.
Il a également été montré que l'avélumab induisait une lyse directe des cellules tumorales par les cellules Natural Killer (NK) via la cytotoxicité à médiation cellulaire dépendante des anticorps (CCDA).

## Indications
L'avélumab est utilisé en monothérapie pour le traitement de patients atteints de carcinome à cellules de Merkel (CCM) métastatique de l'adulte.

## Effets indésirables
Ce sont essentiellement une fatigue (32,4 %), des nausées (25,1 %), des diarrhées (18,9 %), une diminution de l'appétit (18,4 %), une constipation (18,4 %), des réactions liées à la perfusion (17,1 %), une perte de poids (16,6 %) et des vomissements (16,2 %).